# Bądle
Bądle (deutsch Bandels) ist ein Ort in der polnischen Woiwodschaft Ermland-Masuren. Es gehört zur Gmina Górowo Iławeckie (Landgemeinde Landsberg (Ostpreußen)) im Powiat Bartoszycki (Kreis Bartenstein (Ostpr.)).

## Geographische Lage
Bądle liegt neun Kilometer südlich der polnischen Staatsgrenze zur russischen Oblast Kaliningrad (Gebiet Königsberg (Preußen)) im nordwestlichen Bereich der Woiwodschaft Ermland-Masuren. Bis zur früheren und heute auf russischem Hoheitsgebiet gelegenen Kreisstadt Preußisch Eylau (russisch Bagrationowsk) sind es 11 Kilometer in nördlicher Richtung, während die heutige Kreisstadt Bartoszyce (deutsch Bartenstein) 13 Kilometer südöstlich liegt.

## Geschichte
Das Jahr 1352 dürfte das Jahr der Gründung des Gutes Bandelen nach Magdeburger Recht sein, auch wenn es erst 1354 im Amt Worienen (polnisch Woryny) erstmals erwähnt wurde. Im 14. Jahrhundert wurde es als Bandeln, ab dem 16. Jahrhundert als Bandels genannt. 1362 erhält der Pruße Santunge das Gut, das 1392 wohl im Eigentum einer Familie Malgedin sich befand. Weitere Besitzer waren die Familien Tettau und von Lehndorff.
Als 1874 der Amtsbezirk Albrechtsdorf (polnisch Wojciechy) im ostpreußischen Kreis Preußisch Eylau errichtet wurde, gehört der Gutsbezirk Bandels zu den ersten eingegliederten Orten. Damals war das Gut im Besitz einer Familie Ackermann, von der es Carl von Elern – er war von 1893 bis 1901 Landrat des Kreises Preußisch Eylau – im Jahre 1882 mit den Vorwerken Kobbelbude und Suiken kaufte.
Im Jahre 1910 waren in Bandels 112 Einwohner registriert. Nicht viel mehr Einwohner zählte das Gutsdorf am 30. September 1928, als es sich mit der Landgemeinde Sand (polnisch Piasek) zur neuen Landgemeinde Bandels-Sand zusammenschloss. Lediglich die Waldenklave des Gutsbezirks Bandels wurde der zum selben Datum der neu gebildeten Landgemeinde Bartelsdorf (polnisch Barciszewo) zugetan.
Als im Jahre 1945 das gesamte südliche Ostpreußen an Polen abgetreten wurde, erhielt Bandels die polnische Namensform „Bądle“ und Sand wurde „Piasek“ genannt. Beide Orte wurden jetzt wieder selbständig, gehören zusammen zum Sołectwo („Schulzenamt“) Piasek innerhalb der Landgemeinde Bartoszyce (Bartenstein) im Powiat Bartoszycki (Kreis Bartenstein (Ostpr.)), von 1975 bis 1998 der Woiwodschaft Olsztyn, seither der Woiwodschaft Ermland-Masuren zugehörig. Bądle zählte im Jahre 2021 insgesamt 118 Einwohner.

## Religionen

### Christentum
Bis 1945 war Bandels (resp. Bandels-Sand) in die evangelische Kirche Albrechtsdorf (Ostpreußen) (polnisch Wojciechy) in der Kirchenprovinz Ostpreußen der Kirche der Altpreußischen Union, außerdem in die römisch-katholische Kirche Landsberg (Ostpreußen) (polnisch Górowo Iławeckie) im damaligen Bistum Ermland eingepfarrt.
Heute gehört Bądle katholischerseits zur St.-Andreas-Bobola-Kirche in Wojciechy (Albrechtsdorf) im jetzigen Erzbistum Ermland, evangelischerseits zur Kirchengemeinde Bartoszyce (Bartenstein), einer Filialgemeinde der Johanneskirche in Kętrzyn (Rastenburg) in der Diözese Masuren der Evangelisch-Augsburgischen Kirche in Polen.

## Verkehr
Bądle liegt an einer Nebenstraße, die die Woiwodschaftsstraße 512 bei Piasek (Sand) über Woryny (Worienen) mit der Woiwodschaftsstraße 511 (hier auf der Trasse der früheren deutschen Reichsstraße 134) bei Wojmiany (Woymanns) verbindet. Eine Bahnanbindung besteht nicht.

## Persönlichkeiten des Ortes

### Aus dem Ort gebürtig
- August Graf von Lehndorff (* 8. April 1771 auf Bandels), deutscher Jurist und Dichter, bis 1804 Gutsherr auf Bandels († 1820)
- Friedrich Ackermann (* 25. Dezember 1866 auf Bandels), deutscher Lokalpolitiker, Oberbürgermeister von Stettin († 1931)

### Mit dem Ort verbunden
- Carl von Elern (1841–1912), ab 1882 Gutsbesitzer auf Bandels, Landrat von Preußisch Eylau, Mitglied des Preußischen Herrenhauses, verstarb am 27. Oktober 1912 auf Bandels